# Рајан Куглер
Рајан Кајл Куглер (енгл. Ryan Kyle Coogler; Оукланд, 23. мај 1986) амерички је филмаџија. Био је номинован за Оскара, Златног глобуса и Гремија.

## Биографија
Рођен је 23. маја 1986. у Оукланду. Има два брата — Ноу и Кинана. Када је имао осам година, са породицом се преселио у Ричмонд. Током школе је играо амерички фудбал.

## Филмографија
| Година | Српски назив                   | Изворни назив | Режија | Сценарио   | Продуцент |
| ------ | ------------------------------ | ------------- | ------ | ---------- | --------- |
| 2013.  | Станица Фруитвејл              |               | Да     | Да         | Не        |
| 2015.  | Крид: Рађање легенде           |               | Да     | Да         | Не        |
| 2018.  | Црни Пантер                    |               | Да     | Да         | Не        |
| 2018.  | Крид 2                         |               | Не     | Не         | Извршни   |
| 2021.  |                                |               | Не     | Не         | Извршни   |
| 2021.  | Јуда и црни месија             |               | Не     | Не         | Да        |
| 2021.  | Свемирски баскет: Ново наслеђе |               | Не     | Непотписан | Да        |
| 2022.  | Црни Пантер: Ваканда заувек    |               | Да     | Да         | Не        |
| 2023.  | Крид 3                         |               | Не     | Прича      | Да        |
| 2023.  |                                |               | Не     | Не         | Да        |
| 2025.  | Грешници                       |               | Да     | Да         | Да        |